# Howard (South Dakota)
Howard is een plaats (city) in de Amerikaanse staat South Dakota, en valt bestuurlijk gezien onder Miner County.

## Demografie
Bij de volkstelling in 2000 werd het aantal inwoners vastgesteld op 1071.
In 2006 is het aantal inwoners door het United States Census Bureau geschat op 936, een daling van 135 (-12,6%).

## Geografie
Volgens het United States Census Bureau beslaat de plaats een oppervlakte van
2,4 km², geheel bestaande uit land. Howard ligt op ongeveer 480 m boven zeeniveau.

## Plaatsen in de nabije omgeving
De onderstaande figuur toont nabijgelegen plaatsen in een straal van 28 km rond Howard.